# San José mi pueblo
San José, mi pueblo es la canción oficial de San José, provincia de Misiones, Argentina.
Es una galopa escrita por Julián Zini y Mario Bofill, declarada por ordenanza municipal y firmada por el Concejo Deliberante como la Canción Oficial de San José.
En la misma se deja en claro, que dicha canción debe ser entonada en los actos municipales.
La canción fue presentada oficialmente en un festival llevadado a cabo en el salón parroquial de la localidad el 23 de mayo de 2010 durante las celebraciones del Bicentenario de Argentina. El encontes intendente declaró a Mario Bofil como «visitante ilustre».